# كلوتسه
كلوتزه (بالألمانية: Klötze) هي بلدة ألمانية تقع في ألمانيا في ساكسونيا أنهالت.[بحاجة لمصدر]  يقدر عدد سكانها بـ 11,132 نسمة .

## المدن التوأمة
مدينة Miłomłyn هي مدينة توأمة لـكلوتزه.

## أعلام
- أدولف فرانك